# یوشیتاکا فوجیساکی
یوشیتاکا فوجیساکی (انگلیسی: Yoshitaka Fujisaki؛ زادهٔ ۱۶ مهٔ ۱۹۷۵) بازیکن فوتبال اهل ژاپن است.
از باشگاه‌هایی که در آن بازی کرده‌است می‌توان به باشگاه فوتبال آویسپا فوکوئوکا اشاره کرد.